# Филокартия
Филокарти́я (от греч. φιλέω «люблю» + фр. carte «карточка») — область коллекционирования, изучения и систематизации открыток.

## История
Филокартия зародилась в конце XIX века, когда начался массовый выпуск открыток, получивших международное распространение как самый дешёвый вид почтового отправления. Первая почтовая открытка (открытое письмо) увидела свет в 1869 году, к 1875 году в странах — членах Всемирного почтового союза было послано 231,5 миллиона открытых писем.
Филокартия началась с собирания видовых и этнографических открыток, которые были одним из наиболее доступных средств знакомства с природой, бытом и культурой народов мира. Филокартия сыграла значительную роль в популяризации произведений изобразительного искусства, экспонируемых в музеях и на выставках. Открытки с изображениями современных их выпуску исторических, географических, архитектурных и других объектов, памятников материальной культуры и т. п., приобретая со временем характер документальных источников, сблизили филокартию со вспомогательным историческими дисциплинами.
В конце XIX — начале XX веков возникли первые организации филокартистов. Стали издаваться специальные журналы и каталоги (в Германии, Австро-Венгрии, Франции, России, Великобритании, США, Италии, Швейцарии, Испании и др.), состоялись международные выставки (в Лейпциге, Петербурге, Ницце, Париже, Флоренции, Нюрнберге, Лондоне и др.), конгрессы коллекционеров и издателей открыток (в Лейпциге — 1896, 1910; в Ницце — 1899), начали проводиться первые аукционы.
С начала XX века филокартия стала одним из популярных видов коллекционирования, чему способствовали массовый выпуск разнообразных по тематике (география, этнография, история, различные виды искусства, техника, спорт, портреты и т. д.) и высококачественных по художественному и полиграфическому исполнению почтовых открыток и значительно расширившийся с укреплением международных связей почтовый обмен между странами.
Первоначальные взгляды на филокартию несколько отличались от сегодняшних. В начале XX века считалось, что лишь открытка, прошедшая почту, «выполнившая свою функцию», может быть достойным предметом коллекционирования. Более того, открытка с видом какого-либо города (местности) может быть послана только из этого города (местности). Чистая открытка без почтового штемпеля приравнивалась к «картинке». В настоящее время, напротив, ряд коллекционеров исповедует принцип игнорирования исписанных открыток, тем более если они имеют низкую сохранность.
Сегодня филокартия является одним из самых популярных видов коллекционирования. При этом открытки обычно ценятся пропорционально их возрасту и редкости темы. В последнее время увеличившийся спрос на открытки спровоцировал и рост цен. Так, к примеру, цена некоторых открыток на интернет-аукционах может достигать одной тысячи долларов, хотя основная масса не стоит и 5 долларов.
Один из старейших московских коллекционеров, председатель Московского клуба филокартистов В. Н. Луткин так объясняет причину неснижающейся популярности иллюстрированной открытки:

Основная причина кроется в том, что наряду со своей «демократичностью» (удачным стандартным портативным размером и дешевизной) она поднялась на высокий художественный уровень и удивительно полно откликается на многие явления человеческой жизни. С её помощью мы можем совершить путешествие, мгновенно очутиться в любом уголке земного шара, посетить музей, не выходя из дома, изучать жизнь и быт населяющих его народов, историю, приблизиться к любому виду искусства: живописи, скульптуре, литературе, музыке, театру, кино…

## Хранение коллекции
Вопрос организации хранения коллекции открыток имеет первостепенную важность. От этого зависит скорейшее нахождение требуемого материала, экспозиционная обозримость коллекции, наконец, сохранность открыток.
Различают три основных способа хранения открыток: альбомный, картотечный и в конвертах. При альбомном способе хранения все открытки вставлены в альбомы. До 1990-х годов в основном использовались картонные альбомы с прорезями для продевания уголков открыток. В настоящее время чаще используются пластиковые фотоальбомы с карманами, куда открытка вставляется целиком. Альбомный способ хранения наилучшим образом обеспечивает сохранность коллекции и её визуальную привлекательность для стороннего человека. Однако резко вырастают габариты и вес коллекции, а также затраты.
При картотечном способе хранения коллекции открытки располагаются в коробках (ящиках) соответствующего размера. Такие ящики могут изготавливаться коллекционером самостоятельно из фанеры, оргалита. Удобны для хранения открыток также стандартные коробки из-под обуви. Границы каждого подраздела коллекции отмечаются карточками-разделителями, имеющими формат, больший, чем у открытки. Основные преимущества этого способа по сравнению с альбомным — компактность, экономичность, выигрыш во времени, когда не нужно тратить время на вставку и перестановку открыток в альбомах; недостаток — от постоянного перебирания открытки быстро изнашиваются.

## Основные темы коллекционирования
- Открытки с видами городов.

Как правило, собирают открытки с видами одной страны, города, территории (например, губернии). Помимо этого, ряд коллекционеров собирает открытки с видами определённых зданий (храмы, крепости, заводы и т. д.), монументальными композициями (памятники, фонтаны, надгробия), с видами интерьеров зданий, с природными пейзажами.
- Этнографические открытки.

В конце XIX — начале XX веков начали выпускаться открытки с изображениями людей в национальных костюмах. Серии таких открыток называются «типами», например, «типы Малороссии», «типы Кавказа».
- Поздравительные открытки.

Большая группа открыток, посвящённых праздникам и отдельным событиям, например, «С Новым годом!», «С Днём Победы!», «С Международным женским днём!».
- Открытки с изображением монархов и членов августейших семей.

Выпускаются в государствах, являющихся монархиями (например, Соединённое Королевство, Королевство Швеция, Королевство Иордания). В России были весьма популярны открытки с портретами членов семьи Романовых.
- Милитария.

Открытки с видами различных видов войск, как правило, времён Первой мировой войны. Особенно ценятся открытки с видами воздушных и подводных аппаратов военного назначения. Ряд коллекционеров ограничивается собиранием открыток по какой-либо конкретной военной кампании (например, русско-японской война).
- Политические открытки.

Агитационные открытки, плакаты, карикатуры.
- Авторские открытки.

Целый ряд авторов посвятили значительную часть своего творчества созданию рисунков на открытках, например, Е. Бём, В. Зарубин и др.
- Художественные открытки.

Открытки с репродукциями произведений изобразительного искусства.
- «Гламурные» открытки.

Открытки с изображением женских образов, в том числе обнажённой натуры (ню).
- Артистические открытки.

Портреты театральных и киноактёров, сцены из опер, драматических спектаклей, кинофильмов и т. п.
- Персональные открытки.

Портреты видных государственных, общественных и культурных деятелей, военачальников и героев войны, писателей, учёных и др.
- Рекламные открытки.

Открытки, рекламирующие определённые фирмы или товары, а в последние годы, кроме того, служащие анонсом культурных мероприятий (фестивалей, спектаклей, выставок и т. д.); социальная реклама в открытках.
- Транспортные открытки.

Открытки с изображением средств транспорта и транспортной инфраструктуры (железная дорога, авиация, автомобили, морские и речные суда и др.).
- Открытки на темы флоры и фауны.

Изображения животных и растений как в дикой природе, так и в зоопарках (ботанических садах), а также изображения цветов.
- Необычные открытки.

Открытки, изготовленные из нестандартных материалов — с применением дерева, металла, целлулоида, шёлка, кожи, берёсты, пробки, птичьих перьев, натуральных волос, бисера, вышивки, светящихся красок; открытки-лепорелло; музыкальные открытки; стереооткрытки с объёмным изображением.
- Почтовые карточки.

Особый вид открыток, у которых одна сторона чистая, а изображение располагается на адресной стороне. В большинстве случаев коллекционируют почтовые карточки с оригинальной маркой.
- Иные, менее распространённые, темы.

Например, религиозные открытки, открытки с картами (географическими либо картами городов), спортивные открытки и др.
Близким к филокартии жанром коллекционирования является максимафилия, то есть коллекционирование и изготовление картмаксимумов.

## Филокартия мира
Филокартия является третьим по популярности видом коллекционирования в мире после марок и монет. Клубы филокартистов можно найти во многих странах. Такие клубы, а также связанные с ними организации, часто проводят выставки открыток, официальные встречи и собрания. В наше время онлайн клубы филокартистов становятся все популярнее; они в основном сосредоточены на предоставлении своим членам доступа к каталогам открыток, к разным функциям для отслеживания и пополнения их коллекций, а также используются коллекционерами для взаимодействия друг с другом.
Некоторые сайты популяризируют филокартию, предоставляя возможность получать и отправлять открытки случайным людям по всему миру.

## Российская филокартия сегодня
В начале XXI века интерес к филокартии в России переживает подъём. В 2003—2008 годах при Всероссийском музее декоративно-прикладного и народного искусства функционировал Музей открытки. Музей проводил постоянные и временные выставки, осуществлял научно-методическую деятельность, связанную с изучением и популяризацией русской почтовой открытки. В 2002 году в Санкт-Петербурге создан Центральный детский музей открытки. В Санкт-Петербурге на базе Музея связи действует Клуб любителей истории открытки. Активное изучение открыток осуществляют крупнейшие библиотеки России: Российская государственная библиотека и Российская государственная библиотека искусств, при которой действует Московский клуб любителей открытки. Функционируют музеи открыток при школах, отделы филокартии в краеведческих музеях ряда городов России.
В декабре 2014 года была создана Общероссийская общественная организация коллекционеров и любителей открытки «Союз филокартистов России». Целью создания Союза филокартистов России является развитие филокартии, изучение, систематизация и популяризация почтовых карточек, открытых писем и открыток в Российской Федерации. Первым президентом Союза филокартистов России был А. А. Мелитонян. С 2020 года президентом Союза филокартистов выбран Волков В. В.
Самое обширное в истории России собрание открыток ленинградского филокартиста Н. С. Тагрина, насчитывавшее к 1981 году 690 тысяч единиц хранения, было передано наследниками коллекционера в государственный музей истории Ленинграда. Однако в настоящее время коллекция, оставаясь в фондах музея, не экспонируется.
В России издаётся специализированный журнал по филокартии «Жук», основанный в 2004 году С. Камышевым по инициативе А. Шестимирова, до 2011 года публиковался при поддержке и содействии Федеральной службы по надзору за соблюдением законодательства в области охраны культурного наследия. В настоящее время издаётся в Санкт-Петербурге один раз в год лимитированным тиражом. Главный редактор В. П. Третьяков.
Журнал «Филокартия» издавался с 2006 по 2021 год Александром Анатольевичем Шестимировым (1964—2021), выходил пять раз в год на 48 полосах тиражом 350—800 экземпляров. По состоянию на 2025 год, журнал «Филокартия» продолжает издаваться, номера выходят нерегулярно.
В 2007, 2008 и 2010 годах в Москве в Центральном доме художника на Крымском Валу проходила специализированная выставка открытки «PostCardExpo», включавшая в себя помимо экспозиции лекции на темы филокартии, презентации новых книг и каталогов, аукционы антикварных открыток.
Московский клуб филокартистов был организован в 1957 году как секция филокартистов Московского городского общества коллекционеров. Уже к 1958 году в секции состояло 250 человек. Первым председателем бюро секции был избран В. В. Шлеев. В разное время председателями и членами правления клуба избирались видные московские филокартисты Э. Б. Файнштейн, В. И. Артемьев, Д. И. Виксне, М. С. Забочень, С. И. Шиманко, В. Н. Луткин. По состоянию на 2015 год, председателем клуба является В. Б. Лебедев.
В настоящее время Московский клуб филокартистов насчитывает около 300 членов. Каждое воскресенье, за исключением июля и августа, с 9.00 до 13.00 часов клуб проводит встречи коллекционеров по адресу: Москва, ул. Пушечная, д. 7/5, стр. 2, в помещении Музея экслибриса и миниатюрной книги. В среднем каждую встречу посещают около 100 человек, в том числе гости из ближнего и дальнего зарубежья.